# Nikola Dukić
Nikola Dukić (in serbo Никола Дукић?; Belgrado, 10 gennaio 1998) è un calciatore serbo, difensore del Novi Sad.

## Caratteristiche tecniche
È un terzino sinistro.

## Carriera
Cresciuto nel settore giovanile del Partizan, nel 2016 viene acquistato dal Chievo dove gioca per tre anni con le formazioni giovanili, con una parentesi al Bari nel 2017 dove disputa il Torneo di Viareggio; nel 2019 rientra in patria al Mačva Šabac con cui debutta fra i professionisti il 20 novembre in occasione dell'incontro di Coppa di Serbia perso 1-0 contro la Stella Rossa. Nel gennaio del 2021 viene acquistato a titolo definitivo dal Voždovac.

## Statistiche
Statistiche aggiornate al 14 marzo 2021.

### Presenze e reti nei club
| Stagione        | Squadra         | Campionato      | Campionato | Campionato | Coppe nazionali | Coppe nazionali | Coppe nazionali | Coppe continentali | Coppe continentali | Coppe continentali | Altre coppe | Altre coppe | Altre coppe | Totale | Totale | Totale |
| Stagione        | Squadra         | Comp            | Pres       | Reti       | Comp            | Pres            | Reti            | Comp               | Pres               | Reti               | Comp        | Pres        | Reti        | Pres   | Reti   |        |
| --------------- | --------------- | --------------- | ---------- | ---------- | --------------- | --------------- | --------------- | ------------------ | ------------------ | ------------------ | ----------- | ----------- | ----------- | ------ | ------ | ------ |
| 2019-2020       | Mačva Šabac     | SL              | 12         | 0          | CS              | 1               | 0               |                    | -                  | -                  |             | -           | -           | 13     | 0      |        |
| 2020-gen. 2021  | Mačva Šabac     | SL              | 10         | 0          | CS              | 1               | 0               |                    | -                  | -                  |             | -           | -           | 11     | 0      |        |
| gen.-giu. 2021  | Voždovac        | SL              | 3          | 0          | CS              | 1               | 0               |                    | -                  | -                  |             | -           | -           | 4      | 0      |        |
| Totale carriera | Totale carriera | Totale carriera | 25         | 0          |                 | 3               | 0               |                    | -                  | -                  |             | -           | -           | 28     | 0      |        |